# Convergente evolutie

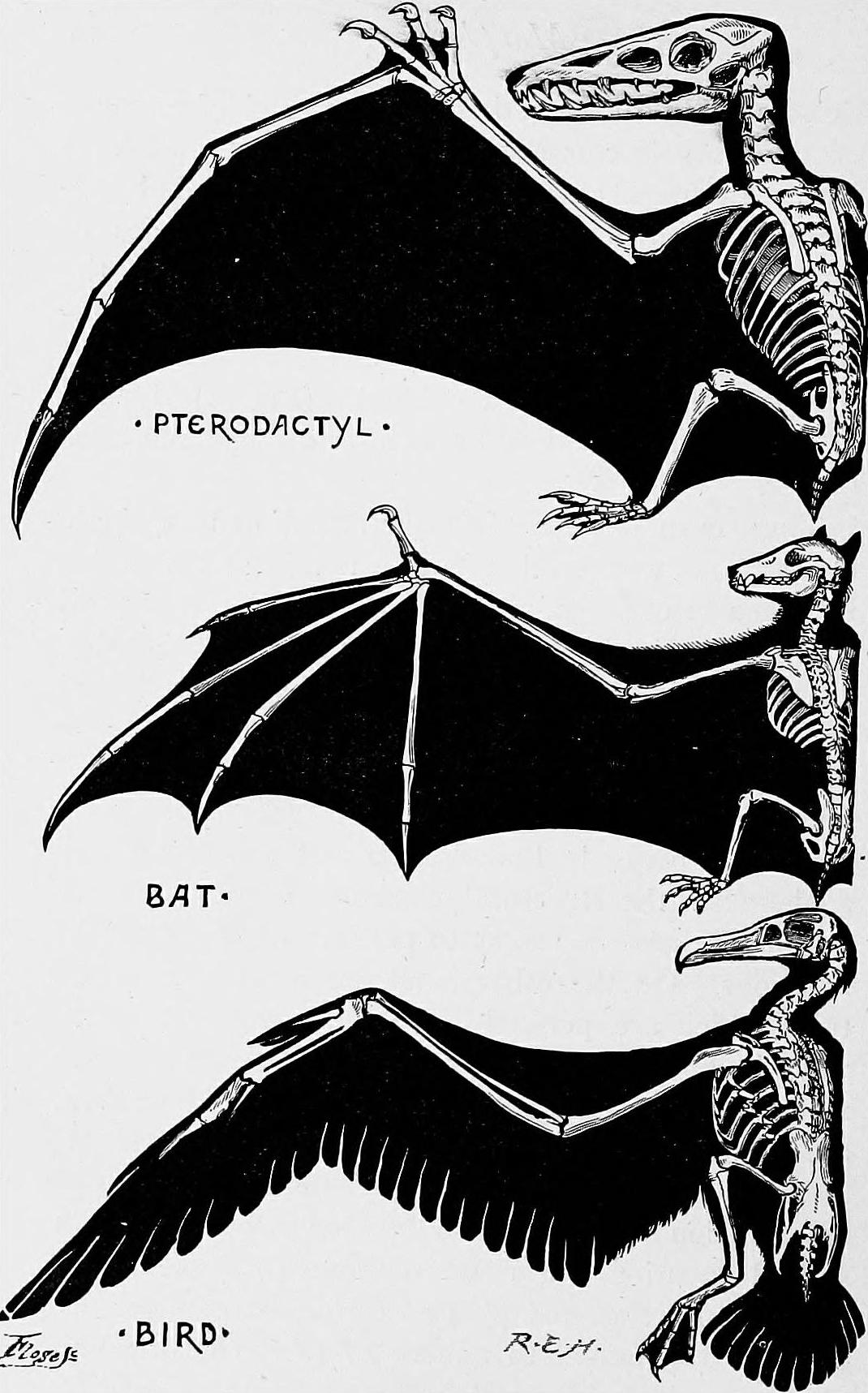
Een voorbeeld van convergente evolutie is de bouw en anatomie van de vleugels van verschillende gewervelden:
1- Pterosauriër
2- Vleermuis
3- Vogel

Divergente evolutie, parallelle evolutie en convergente evolutie

Convergente evolutie is de evolutie van dezelfde functie bij verschillende, niet-verwante taxonomische groepen. Veelal is wel de functie vergelijkbaar, maar is er sprake van verschillende mechanismes. Het komt voor bij taxa die dezelfde ecologische niche bezetten zoals roofdieren die slagtanden ontwikkelen zoals de sabeltandtijger had, of in hetzelfde soort milieu leven, zoals rivieroevers, de savanne of de woestijn.
Kenmerken die zich onafhankelijk van elkaar ontwikkelen, maar een vergelijkbare functie hebben, worden analoog genoemd. Organismen die geen familie van elkaar zijn kunnen gaandeweg toch sterk op elkaar gaan lijken door aanpassing als de leefomgeving en de omstandigheden overeenkomstig zijn. Convergentie is een homoplasie, een verschijnsel dat het onderzoek van evolutionaire verwantschap tussen taxa kan bemoeilijken, met name binnen een groep van verwante soorten.
Tegenover analogie staat homologie, waarbij verwante groepen vergelijkbare mechanismes hebben, die soms gaandeweg verschillende functies hebben gekregen. Zo zijn zowel de menselijke hand als de vleugel van vleermuizen ontwikkeld uit de voorpoten van een gemeenschappelijke voorouder. Zo kan divergente evolutie optreden waarbij nieuwe soorten ontstaan.

## Voorbeelden
Een bekend voorbeeld van convergente evolutie is dat vergelijkbare lichaamsvormen worden aangetroffen bij haaien, dolfijnen en ichthyosaurussen (uitgestorven zeereptielen uit het Krijt). Dit komt doordat met deze vorm, de torpedovorm, een optimale stroomlijn wordt verkregen. Hier veroorzaakt de convergente evolutie geen problemen bij het onderzoek van evolutionaire verwantschap, omdat de overige verschillen aanzienlijk zijn.
Verdere voorbeelden van convergente evolutie zijn de Afrikaanse wolfsmelksoorten en de Amerikaanse cactussen. Beide families van succulente planten hebben onafhankelijk van elkaar een groot aantal sterk gelijkende vormen ontwikkeld, zoals de zuil, de bol en de 'medusavorm' om in dorre streken te overleven. Astrophytum asterias en Euphorbia obesa lijken als ze niet in bloei staan zoveel op elkaar dat ze voor de leek niet van elkaar te onderscheiden zijn.
Op moleculair niveau kan ook over convergente evolutie worden gesproken: als voor twee soortgelijke functies (bijvoorbeeld dezelfde reactie in twee ongerelateerde organismen) onafhankelijk van elkaar een eiwit evolutionair wordt ontwikkeld dat op dezelfde manier werkt of op dezelfde manier is opgevouwen.
- Veel buideldieren uit Australië lijken sterk op placentale zoogdieren elders, hoewel ze zeker niet sterk verwant zijn.
- Zowel de pijlgifkikkers als de Mantella- soorten zijn giftige kikkers met felle waarschuwingskleuren. Pijlgifkikkers leven in Amerika, mantellas in Afrika.[1]
- Bidsprinkhanen hebben tot vangarmen omgebouwde voorpoten, die duidelijk naar voren geplaatst zijn. Een dergelijke lichaamsbouw is ook aan te treffen bij sommige rechtvleugeligen (Saga pedo), bij een aantal wantsen (waterstaafwants) en bij enkele netvleugeligen.
- Ichthyosaurus leek (waarschijnlijk) op een vis, maar was het niet.
- Vleermuizen en dolfijnen hebben gelijkaardige moleculaire veranderingen ondergaan die hen in staat stelt aan echolocatie te doen. Ze vertonen bovendien nog convergente evolutie in hun genoom die niet betrokken is in de echolocatie.[2]